# Alejandro Sirio
Alejandro Sirio o Sirio, seudónimo de Nicanor Balbino Álvarez Díaz (Oviedo, 26 de octubre de 1890-Buenos Aires, 6 de mayo de 1953), fue un caricaturista, dibujante e ilustrador español que desarrolló su obra principalmente en Argentina, aunque también colaboró en periódicos y revistas españolas. Se le considera uno de los más importantes representantes gráficos de la época de oro de la prensa ilustrada argentina durante la primera mitad del siglo XX. Su obra se desarrolló sobre todo en los medios de comunicación gráfica (periódicos y revistas) donde realizó todo tipo de géneros: ornatos, caricaturas, retratos, historietas, e ilustraciones literarias, además de carteles y publicidad. También se dedicó a la ilustración de libros y obras literarias con especial hincapié en la recreación histórica de temas hispanos e hispanoamericanos donde su facilidad para captar el ambiente de la época le convirtió en uno de los ilustradores más buscados.      

## Biografía
Hijo de Carmen Díaz Busto y Ramón Álvarez Suárez, nació en Oviedo (España) el 26 de octubre de 1890 y sus primeros años de vida se desarrollaron en el barrio del Campillín de su ciudad natal donde, después de recibir la educación general, se diplomó en contabilidad mercantil, en la escuela de Artes y Oficios de Oviedo. En lo referente a los estudios artísticos, Sirio se declaró siempre autodidacta. Escribió sus primeros cuentos con dieciséis años y a los dieciocho publicó algunos en la revista Luz y Vida de Oviedo, firmados ya con el seudónimo de Alejandro Sirio que mantuvo el resto de su vida. También en Oviedo realizó algunos dibujos que conserva su familia firmados con su nombre de pila, Nicanor.  
Con veinte años se embarcó para América, arribando a Buenos Aires el 20 de julio de 1910. Tras varios trabajos en diversos pequeños comercios como cajero, contable y dependiente, el propio "Sirio" recuerda que su primer trabajo importante como artista gráfico fue el diseño de un cartel para un cinematógrafo en el barrio de Belgrano. Llegaron entonces sus colaboraciones con José María Ramón Mejía en el periódico El sarmiento. En 1912 dibuja unos figurines para el escaparate del negocio donde trabajaba, que son observados por Julio Castellanos colaborador de Manuel Mayol en la revista Caras y Caretas quien estudia sus dibujos y lo invita a colaborar en la revista, relación que duraría doce años y que compaginaría a partir de 1916 con su colaboración en la revista Plus Ultra. En 1918 presenta su primera obra en una exposición "El jardín romántico" en el Primer Salon de Artes Decorativas organizado por los discípulos americanos de Anglada, Alfredo González Garaño y Gregorio López Naguil y en el que comparte espacio con Rodolfo Franco, Alfredo Guido, y Jasé Cervino entre otros. En 1924 es contratado por el periódico La Nación donde asume la dirección artística del suplemento dominical. Su reconocimiento internacional llegaría a partir de la proposición de Enrique Larreta en 1927 para ilustrar una edición especial de La gloria de Don Ramiro, tras varios meses de preparación "Sirio" viaja a España en 1928 para verificar los escenarios que aparecían en el libro, visita a su madre en Oviedo y se instala en Madrid donde se dedica a frecuentar las tertulias literarias, visita Ávila y Toledo y recorre los escenarios por los que en el dibujo habitara Don Ramiro.  
De España viaja por primera vez a París donde visita exposiciones y se interesa sobre todo por el espectáculo callejero y donde su amigo Enrique Amorin lo acompaña a visitar al pintor Ignacio Zuloaga al que impresionan las ilustraciones que Sirio le muestra y que el pintor califica de "trabajo de monje" aconsejándole "no dibujar tan bien ya que lo más difícil es acabar hasta su último pormenor una obra de arte". Regresa a Buenos Aires centrándose en la preparación del libro y de las 141 ilustraciones que contiene éste, que editado en Francia se presenta finalmente en 1929 teniendo un gran éxito. En junio de 1931 realiza su primera exposición en solitario en la "Galería Witcomb" compuesta por 44 dibujos que incluyen ilustraciones de La Gloria, caricaturas personales como las de Bartolomé Mitre o Nicolás Avellaneda, personajes históricos como Juana la loca o Lope de Vega, recreaciones históricas como el Desembarco de Sebastian Caboto, y alguna obra de expresionismo social. A finales de julio de 1931 con el dinero obtenido con La Gloria y convertido en corresponsal de La Nación y de Noticias Gráficas parte para París donde se instala un año en el que su experiencia fue intensa, museos de día y bohemia de noche, visita las tertulias y los cafés Le Dôme, La Coupule y La Rotonde donde se reúnen por aquellas fechas el mundo artístico y literario y donde se relaciona con escritores como Enrique Amorin, Leopoldo Marechal, Jean Cassou, André Salmon, Mergault o Robert Desnos, y con artistas tan conocidos como José Fioravanti, Mateo Hernández, Ortiz de Zárate, Pablo Picasso, Derain, o Foujita entre otros. Al regreso de París en 1932, se instala definitivamente en Buenos Aires donde continua con su trabajo en La Nación y en la revista El Hogar. Conoce en una reunión de artistas a la pintora Carlota Stein, hija de Enrique Stein, dibujante y director del periódico satírico El Mosquito, y de Adela Alejandrina Picard dibujante y pintora, con la que después de dos horas de conversación se compromete en matrimonio, hecho que se materializó poco después. En 1933 inaugura una exposición compuesta por 33 dibujos en el Museo Provincial de Bellas Artes de Paraná. La fama obtenida como recreador de ambientes a través de sus estampas de la Gloria le convirtió en uno de los ilustradores de textos históricos más buscados. Así ilustró las Crónicas Virreinales que publica en El Hogar el escritor Antonio Pérez Valiente de Moctezuma. En 1937, ilustra con 50 dibujos el libro Poemas de la Fundación de Mariano de Vedia y Mitre y al año siguiente se producen dos hechos importantes, nace su hijo Alejandro Sirio Álvarez Stein y es reclamado por la Compañía Hispano Argentina para realizar los dos grandes murales de la estación "Jujuy" de la línea "E" del metro.  
En 1939, desengañado con la situación política española se convierte en ciudadano argentino y al año siguiente es nombrado profesor de la cátedra de Artes del Libro en la Escuela Nacional de Bellas Artes Prilidiano Pueyrredón, cátedra que ocupó hasta su muerte y realizó una exposición patrocinada por los Amigos del Museo de Mendoza. En 1944, ilustra con 84 dibujos la obra de Emilio Lascano Tegui Muchachos de San Telmo y en 1947 recibe su mayor reconocimiento al ser premiado con la Medalla de Oro en el Primer Salón Anual de Dibujantes celebrado en Buenos Aires y ser elegido presidente de la Asociación de Dibujantes. En 1948, publica con texto suyo y gran cantidad de dibujos "De Palermo a Montparnase", libro en el que plasma las experiencias de la época en que viajó a París. En junio de 1950, Sirio inauguró una exposición de trabajos suyos en la Galería Argentina de Buenos Aires, exposición que se repitió dos años más tarde. El último libro que Sirio ilustró fue una segunda edición de La Pampa erguida de su amigo Federico García Sanchiz que se publicó en 1951 y para el que Sirio realizó ciento veinte dibujos. En septiembre de 1952 Sirio asiste a la inauguración del Museo de la Caricatura Severo Vaccaro de Buenos Aires, donde era uno de los dibujantes representados.  
Poco después, el 6 de mayo de 1953 falleció a los sesenta y dos años de edad. A raíz de su muerte se celebraron diversas exposiciones de homenaje a la obra de Sirio tanto en Argentina, donde la Asociación de Dibujantes organizó una exposición en la Galería Argentina, como en España donde el Instituto de Cultura Hispánica inauguró en febrero de 1954 una gran exposición en la Biblioteca Nacional de Madrid compuesta por 169 originales además de reproducciones, libros y manuscritos. Posteriormente una parte de dicha muestra se exhibió en el Palacio Provincial de la Diputación de Oviedo y en el Real Instituto Jovellanos de Gijón.
Una calle en el Partido de Malvinas Argentinas, en la Provincia de Buenos Aires, lleva su nombre.

## Obra
Alejandro Sirio desarrolló su obra principalmente en periódicos y revistas durante la primera mitad del siglo XX, es decir durante la época de oro de la ilustración gráfica, entre los que cabe destacar los periódicos La Nación y La Prensa y las revistas Caras y Caretas, Plus Ultra, Noticias Gráficas, El Diario Español, o El Hogar en Argentina y Buen Humor, Muchas Gracias o Luz y Vida en España, por lo que la cotidianidad de su producción destinada a los medios gráficos le impusieron un lenguaje adaptado a estos, tanto en el mensaje como en la técnica, aunque su profundo conocimiento de los recursos del dibujo y de las técnicas gráficas, su talento natural, su sensibilidad literaria, y su vinculación con el mundo de la cultura le permitieron realizar una obra de gran calidad y desarrollar un estilo propio, diverso pero reconocible, cuya mayor cualidad es que sus dibujos no se subordinan al texto, lo reinterpretan y complementan, su calidad hace que cuando estos han perdido su primer sentido ilustrativo se descubra su verdadera esencia y se transformen en una imagen de calidad pictórica. Sirio ilustró también un buen número de libros, la mayoría de ellos históricos y de temática hispana o hispanoamericana con una importante una reivindicación del legado hispano, en ellos desarrolla todo su potencial como ilustrador literario capaz de recrear el ambiente histórico y complementar al escritor, lo que lo convirtió en uno de los ilustradores más buscado y valorado de la época, mención aparte merece el libro De Palermo a Montparnasse escrito por el propio Sirio y en el que relata e ilustra sus recuerdos del viaje y de su estancia en París y del que hablaremos más adelante.
A lo largo de su abundante obra Sirio realizó ilustraciones en una amplia variación de géneros, comenzó realizando ornatos, viñetas, historietas, caricaturas, e ilustraciones costumbristas, que le sirvieron para aprender, para madurar, para desarrollar su sensibilidad y avanzar hacia la ilustración periodística, literaria e histórica que son su legado más importante. Su obra evolucionó de la ilustración humorística, costumbrista, a veces algo grotesca y estática al dibujo literario serio, de recreación ambiental e interpretación personal, para terminar con una explosión de expresividad en movimiento.
Para realizar su obra, Sirio utilizó todas las técnicas habituales en los medios gráficos de la época, es decir la tinta china para las ilustraciones en blanco y negro y diversas combinaciones de tinta china, acuarela y témpera para las ilustraciones en color,